# Торп-Арч (деревня)
Торп-Арч (англ. Thorp Arch) — деревня в метрополитенском районе Сити-оф-Лидс в Уэст-Йоркшире (Англия).
Расположена на реке Варф.
Население составляло 1123 человека в 2001 году и увеличилось до 1591 человека при переписи 2011 года.
Имеется школа и паб. Вблизи деревни расположена тренировочная база Торп Арч английского футбольного клуба «Лидс Юнайтед».

## Происшествия
В 11:40 по местному времени 26 сентября 2010 года в полицию Уэст-Йоркшира поступило сообщение о падении человека с высоты 80 футов (24 м), скорее всего, со скалы, в реку Варф у деревни Торп-Арч,. Упавшим оказался миллионер Джими Хеселден, ехавший на продукции свой компании — сегвее. По результатам вскрытия 4 октября коронеры заявили, что причиной смерти были множественные тупые травмы грудной клетки и позвоночника, полученные в результате падения. Предположительно, Хеселден не справился с управлением из-за неровной дороги или других причин, но расследование по делу не было закончено.